# Brodarevo
Brodarevo (cyr. Бродарево) – wieś w Serbii, w okręgu zlatiborskim, w gminie Prijepolje. W 2011 roku liczyła 1845 mieszkańców.